# La Ligne générale
Pour plus de détails, voir Fiche technique et Distribution.
La Ligne générale (en russe : Генеральная линия) ou L'Ancien et le Nouveau (en russe : Старое и Новое) est un film soviétique, coréalisé par Sergueï Eisenstein et Grigori Alexandrov, sorti en 1929.

## Synopsis
Dans un village traditionnel, Marfa Lapkina est une pauvre paysanne qui ne possède même pas un cheval. Les koulaks, de riches paysans, refusent d'aider les plus pauvres. Marfa considère alors le communisme comme son seul espoir. Avec l'appui de jeunes communistes et de responsables du parti, elle lance l'idée d'une coopérative, un kolkhoze. Grâce a ce dernier, les paysans apprennent le travail en commun et découvrent la mécanisation.
Elle se lance alors dans la création d'une coopérative laitière, elle rencontrera par la suite des tentatives de sabotage engendrée par les koulaks et devra éviter ces actes malveillants.
Plus tard, la coopérative entreprise par Marfa gagnera suffisamment d'argent pour faire l'acquisition d'un tracteur ainsi qu'une multitude de machines agricoles.

## Fiche technique
- Titre original : Генеральная линия ou Старое и Новое (Generalnaïa Linïa ou Staroye i Novoye)
- Réalisation et scénario : Sergueï Eisenstein et Grigori Alexandrov
- Décors : Vassily Rakhals
- Photo : Édouard Tissé
- Montage : Sergueï Eisenstein
- Société de production : Sovkino
- Pays d’origine : URSS
- Format : Noir et blanc, muet, 35mm
- Durée : 131 minutes
- Date de sortie : 1929

## Distribution
- Marfa Lapkina : Marfa
- M. Ivanine : le fils de Marfa
- Konstantin Vasilïev : le conducteur du tracteur
- Vasili Buzenkov : le secrétaire de la coopérative laitière
- Mikhail Gomorov

## Commentaires
« Il faut vous rappeler que de tous les arts, l’art cinématographique est pour nous le plus important » déclare Lénine, qui considère les films comme un instrument de propagande irremplaçable. Dès le début des années 1920, le cinéma russe tombe ainsi sous le contrôle absolu de l’État qui le dote d’importants moyens.
Les réalisateurs se mettent au service du nouveau régime : parmi eux Eisenstein qui réalise plusieurs chefs-d’œuvre dont La Ligne générale. C’est un film poétique, mais aussi de propagande, qui met en valeur les bienfaits de la collectivisation des campagnes dans un petit village russe.

## Autour du film
- Un autre nom donné parfois au film est L'Ancien et le Nouveau.
- En 1930, la police interdit une projection du film à Paris et menace d’expulser son réalisateur venu pour y donner une conférence.
- « La Ligne générale est une ode au progrès et aux nouvelles machines, même si le tracteur n’y fonctionne pas très bien... Chez Eisenstein, le ralliement des micro-unités au grand Tout n’est pas aussi lisse que cela, la contribution à l’efficacité des machines exige en dernier lieu le dépouillement, le dénuement du peuple, possible dindon de la farce du progrès et de la technique. »[1]
- Le film a donné son nom à un projet de revue littéraire  qui avait pour ambitions de « refonder l’esthétique marxiste, (…) ;  affirmer des exigences concernant la création d’œuvres narratives ouvrant aux possibilités de l’épique et des thématiques de la conquête ; mettre en valeur la narration ironique critique, distanciée, à l’image de Stendhal ou de Flaubert, mais aussi de Brecht, Joyce, Thomas Mann ; livrer combat contre les chapelles littéraires du moment, l’engagement sartrien, les écrivains de l’absurde, les Hussards, le Nouveau Roman. Tout cela en s’intéressant à la peinture, à la musique, aux possibilités neuves du cinéma (…) Et en rêvant du film ou du livre « total » qui tenterait d’aller le plus loin possible dans la représentation de la complexité du monde ». Cette revue, qui ne vit jamais le jour, avait été imaginée dans les années 1958-1959 par le cercle d’amis de Georges Perec, dont les futurs oulipiens Jean Crubellier et Marcel Benabou. Quelques articles – écrits pour tout ou partie par Perec — sont sortis dans la revue de François Maspero, Partisans. Claude Burgelin, qui relate ce projet, souligne notamment « une remarquable analyse de « l’Espèce humaine », le livre de Robert Antelme relatant son passage par le camp de Gandersheim » Claude Burgelin, Album Georges Perec, La Pléiade, Gallimard, 2017, p.55-56.